# 拉蒂站
拉蒂站是法国的一个铁路车站，位于法国中西部市镇拉蒂-圣雷米境内。

## 位置
拉蒂站位于拉蒂-圣雷米市区的东北部，普瓦捷－利摩日铁路64.843公里处。车站大致呈西北-东南走向，开口朝西南。

## 设施
拉蒂站是一个无人看守的乘降所，没有任何人工售票窗口及自动售票机等设施。在该站上车的乘客需主动购票或持有通勤卡。
拉蒂站内没有人行天桥或地下通道，前往下行方向站台的乘客需横穿铁路正线，因此该站存在一定的安全隐患。

## 停靠线路
以下列车线路在拉蒂站停靠：
| 拉蒂站列车线路表 |      |          |        |              |
| 线路             | 车种 | 上一站   | 下一站 | 大致运行频率 |
| 普瓦捷—利摩日    | TER  | 蒙莫里永 | 勒多拉 | 每天3趟      |
| 1.               |      |          |        |              |

## 配套交通

### 长途客车
停靠拉蒂站附近暂无固定的长途客运线路。当铁路线施工或罢工时，SNCF可能会提供途径该线路沿途站点的大巴车。

### 市内交通
拉蒂站附近暂无城市公共交通线路。

### 社会车辆
拉蒂站门口可停靠少量社会车辆。

## 临近车站
| 拉蒂站（Gare de Lathus）       |                    |                   |
| 上行车站                       | 线路               | 下行车站          |
| 蒙莫里永站 11.4km ←            | 普瓦捷－利摩日铁路 | 勒多拉站 → 17.8km |
| - 本表仅显示运营中的线路及车站 |                    |                   |